# رنو ۱۵/۱۷
رنو ۱۵ (به انگلیسی: Renault 15) و رنو ۱۷ (به انگلیسی: Renault 17) خودروهایی هستند که در سال‌های ۱۹۷۱ تا ۱۹۸۰تولید شده‌اند. طراحی آن‌ها خودروهای موتور جلو-محور جلو بوده. طول آن‌ها در حالت طبیعی ۴٬۲۵۵ میلیمتر (۱۶۷٫۵ اینچ)، عرض آن‌ها در حالت طبیعی ۱٬۶۴۰ میلیمتر (۶۴٫۶ اینچ) و ارتفاع آن‌ها در حالت طبیعی ۱٬۳۱۰ میلیمتر (۵۱٫۶ اینچ) است.